# Josiah F. Wedgwood
 (avril 2025).
Pour les articles homonymes, voir Wedgwood.
Josiah Francis Wedgwood, également connu sous le nom de Josiah Wedgwood VII (né le 1er février 1950 dans le Massachusetts et décédé le 27 novembre 2009 à Paris) est un médecin et immunologiste pédiatrique américain.  
En 1982, il épouse Ruth Glushien, fille de Morris P. Glushien. Ils ont un fils, Josiah Ruskin Wedgwood (né en 1998). 
Wedgwood est décédé subitement le 27 novembre 2009, alors qu'il est à Paris pour rencontrer sa famille pour Thanksgiving, par une cause indéterminée.  